# Rhaphuma farinosula
Rhaphuma farinosula là một loài bọ cánh cứng trong họ Cerambycidae.